# Prinz Eitel Friedrich
A Prinz Eitel Friedrich eredetileg a Norddeutscher Lloyd hajótársaság üzemeltetésében álló és a távol-keleti útvonalakon szolgálatot teljesítő német birodalmi postahajó volt, mely az első világháború elején segédcirkálóként tevékenykedett és ekként vált ismertté. Névadója Eitel Frigyes porosz királyi herceg, Vilmos császár másodszülött fia volt.

## Polgári alkalmazása
A kétkéményes hajó a Feldherren-osztály meghosszabbított verziója volt. A méretnövelés 50%-kal több utas befogadását tette lehetővé. Az első osztályon 158, a másodosztályon 156, a harmadosztályon 48 fő utazhatott, míg a fedélzetközben további 706 utas kaphatott helyet. Első távol-keleti útjára 1904. október 13-án indult és kizárólag ezen a vonalon teljesített szolgálatot. A hajó személyzetét 222 fő alkotta.
1914 nyarán a Japánból hazafelé tartó hajó épp Sanghajban volt, mikor kitört a háború. 1914. augusztus 1-én Csingtaóba rendelték, hogy ott segédcirkálóvá alakítsák át. Erre a birodalmi postahajószerződés 17. cikkelye adott felhatalmazást, melynek értelmében a birodalmi kormányzat mozgósítás esetén a postahajókat igénybe vehette. A szerződés 13. cikkelyének megfelelően a haditengerészet igényeit is figyelembe vették az építésekor. Az összes postahajó fedélzeti legénysége és a gépkezelője a 31. cikkelynek megfelelően a császári haditengerészet tartalékosaiból avagy olyan személyekből kellett hogy álljon, akik írásban kötelezték el magukat arra, hogy mozgósítás esetén önkéntesként csatlakoznak a haditengerészet kötelékéhez.

## Segédcirkálóként a világháborúban

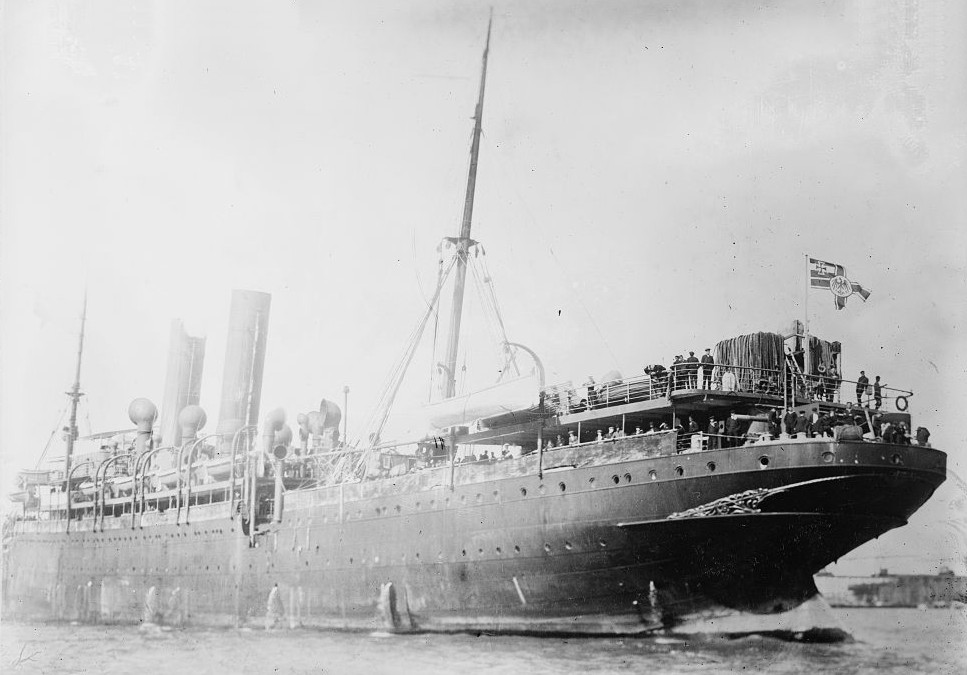
A Prinz Eitel Friedrich tatrésze a rajta látható bal oldali 10,5 cm-es löveggel

A Csingtaóban lévő hajógyárban a postahajót a kiöregedett Tiger és a Luchs ágyúnaszádok négy darab 10,5 cm-es űrméretű gyorstüzelőágyújával szerelték fel valamint kapott még hat darab 8,8 cm-es löveget is. Az egyik 10,5 cm SK L/40 mintájú lövege megtekinthető ma is a New York-i Cambridge Memorial Parkban.
Az ágyúnaszádok legénységének egy részét is átvéve a Prinz Eitel Friedrich a Luchs korábbi kapitányának, Thierichens korvettkapitánynak a parancsnoksága alatt futott ki Csingtaóból 1914. augusztus 6-án az Emden könnyűcirkáló társaságában. Augusztus 12-én érkeztek a Mariana-szigetekhez tartozó Pagan-szigethez, ahol a Maximilian von Spee altengernagy vezette Kelet-ázsiai Hajóraj az ellátóhajókkal horgonyzott. Spee a kötelék minden hajóját felkereste. A Prinz Eitel Friedrich felsorakoztatott legénységének címzett tömör beszédének fő gondolata a következő volt:
„Ellenségünk van bőven és egyikünk sem tudja, mit hoz a sors. Ez azonban mindegy, a fő az, hogy mindenki tegye a kötelességét és ha nem is térünk vissza a hazába, legalább megtettük a kötelességünket és leróttunk a Haza iránti tartozásunkat.”
A gyülekezőhelyet elhagyva a Prinz Eitel Friedrich augusztus 30-ra Eniwetok érintésével a Marshall-szigetekhez tartozó Majuro-atollhoz kísérte a hajóraj ellátóhajóit, majd onnan az Cormorannal, az Emden által elfogott és szintén segédcirkálóként szolgálatba állított óceánjáróval önálló kereskedelmi háború folytatására küldték, miután a Mark gőzhajóról kiegészítették a szénkészleteiket. A segédcirkálók szeptember 15-én váltak külön. A Prinz Eitel Friedrich a Palau-szigetekhez tartozó Angaur felé vette az irányt, hogy az ott tárolt 2000 t szénből amennyit csak tud felvegyen. A Cormoran nem jelent meg az előre egyeztetett találkozási ponton. Thierichens szeptember 28-án értesült arról az új-guineai Alexishafenben, hogy a német gyarmatot nagyrészt megszállták és a Cormorannak sikerült a brit őrhajók között elmenekülnie.
A Cormoran nem találkozott ellenséges hajóval és így nem tudta a szénkészleteit zsákmányolt árúból feltölteni. Emiatt kénytelen volt Guamra hajózni, ahol az amerikai hatóságok internálták. Az Egyesült Államok hadba lépésekor a személyzete elsüllyesztette.
Mivel a Prinz Eitel Friedrich sem futott össze ellenséges hajókkal ez idő alatt, de még öt hétre elég szénnel rendelkezett, a parancsnoka úgy döntött, hogy Dél-Amerikába hajózik át, ahol ismét csatlakozhat Spee hajórajához. A rádiókapcsolat felvétele után a segédcirkáló a Más a Tierránál találkozott a hajórajjal.
Innen Spee utasításai szerint Valparaíso felé kellett távoznia és itt kikötve az engedélyezett 24 órás tartózkodási idő alatt fel kellett töltenie a készleteit valamint elő kellett készítenie a hajóraj érkezését. A november 1-ei győztes coroneli csata után hagyta el Valparaísót és a korábbi kikötőhelyen csatlakozott ismét a hajórajhoz, ahol november 8-15. között tartózkodott.

### Kereskedelmi háború
A zsákmányolt és hátrahagyott kereskedelmi hajók készleteinek leürítését követően 1914. november 29-én ismételten önálló kereskedelmi háborúra indult. December 5-én fogta el az első áldozatát, a Charcas (5067 BRT) gőzöst Corral magasságában. A brit hajó legénységét a Valparaísóhoz közeli Papudónál tették partra. A szénkészletei már fogytán voltak, mikor december 10-én összetalálkozott a 3500 t szenet szállító francia Jean barkkal. Mivel a nyílt tengeren való szénvételezés megoldhatatlannak tűnt, a vitorláshajót vontába vette, hogy az 1600 tmf távolságra lévő Húsvét-szigeten ürítse le. Útközben elsüllyesztették a brit Kidalton (1784 BRT) barkot. December 23-án érték el a Húsvét-szigetet.
50 félvad ökör levágása és a Jean leürítése után a segédcirkáló 1914. december 31-én indult ismét útnak a Horn-fok felé véve az irányt. A két elfogott vitorláshajó legénysége önként a szigeten maradt. Az Atlanti-óceánra áthajózva legközelebbi alkalommal csak 1915. január 26-án ejtett ismét zsákmányt a segédcirkáló. Ekkor a pétisót szállító orosz Isabela Browne (1315 BRT) barkot fogta el, majd a következő nap két búzával megrakott, Nagy-Britanniába tartó vitorláshajót. Az első a francia Pierre Loti (2196 BRT) bark volt, a második pedig az amerikai William P. Frye (3605 BRT). Utóbbi volt az Egyesült Államok első hajóvesztesége a háború során. Ebben az időben egyszerre 38 gabonaszállító hajó volt úton Nagy-Britanniába. A következő napon az árpát szállító francia Jacobsen (2195 BRT) barkot, február 12-én a búzát szállító Invercoe (1421 BRT) barkot fogta el.

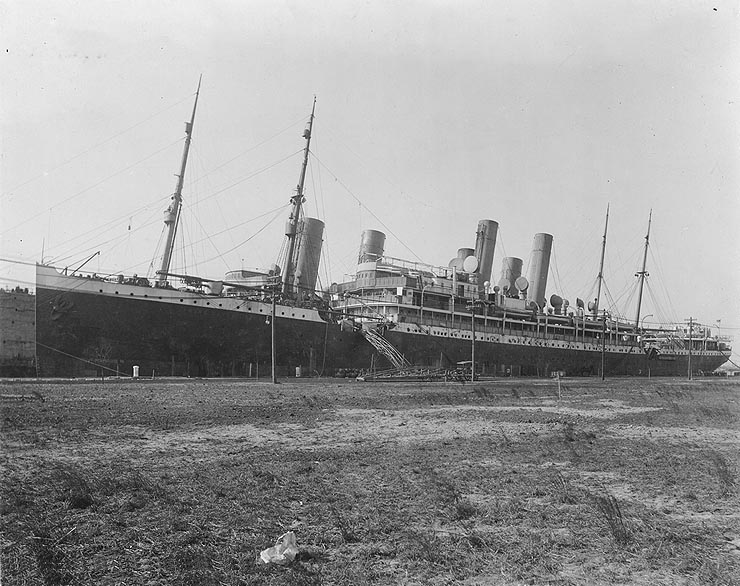
Az internált Prinz Eitel Friedrich Philadelphiában, 1917. március 28-án (mögötte a Kronprinz Wilhelm látható)

Február 18-án a kukoricát szállító Mary Ada Short (3605 BRT) gőzhajót, 19-én a 86 utast szállító francia Floride (6629 BRT) gőzöst és 20-án a ballaszttal a La Plata felé tartó Willerby (3630 BRT) gőzöst fogta el. Az összes hajót a legénységük, utasaik és készleteik átvétele után elsüllyesztették. A fogyóban lévő szénkészletek, az elhasználódott hajtóművek valamint a fedélzetén lévő 350 fogoly és a vízhiány miatt a parancsnoka úgy döntött, hogy az Egyesült Államokba hajózik, megakadályozva ezzel, hogy a hajója az ellenség kezére kerüljön.
A Prinz Eitel Friedrich összesen 11 kereskedelmi hajót süllyesztett el. 30.000 tmf megtétele után 1915. március 11-én futott be a virginiai Newport Newsba, hogy ott internáltassa magát. Április 10-én szintén itt kötött ki a Kronprinz Wilhelm segédcirkáló is. A még mindig német zászló alatti hajókat ezután Philadelphiába irányították át.

## Elfogott és elsüllyesztett hajók
| Időpont       | Hajó           | Típus         | Nemzetiség | BRT  | Sorsa                                                   |
| ------------- | -------------- | ------------- | ---------- | ---- | ------------------------------------------------------- |
| 1914. 12. 05. | Charcas        | teherszállító | brit       | 5067 | elsüllyesztve                                           |
| 1914. 12. 11. | Jean           | vitorlás      | francia    | 2207 | szénszállítóként alkalmazva elsüllyesztve 1914. 12. 31. |
| 1914. 12. 12. | Kidalton       | vitorlás      | brit       | 1784 | elsüllyesztve                                           |
| 1915. 01. 26. | Isabel Browne  | vitorlás      | orosz      | 1315 | elsüllyesztve                                           |
| 1915. 01. 27. | Pierre Lott    | vitorlás      | francia    | 2196 | elsüllyesztve                                           |
| 1915. 01. 27. | William P Frye | vitorlás      | amerikai   | 3374 | elsüllyesztve                                           |
| 1915. 01. 28. | Jacobsen       | vitorlás      | francia    | 2195 | elsüllyesztve                                           |
| 1915. 02. 12. | Invercoe       | vitorlás      | brit       | 1421 | elsüllyesztve                                           |
| 1915. 02. 18. | Mary Ada Short | vitorlás      | brit       | 3605 | elsüllyesztve                                           |
| 1915. 02. 19. | Floride        | teherszállító | francia    | 6629 | elsüllyesztve                                           |
| 1915. 02. 20. | Willerby       | teherszállító | brit       | 3630 | elsüllyesztve                                           |

## Az Egyesült Államok szolgálatában

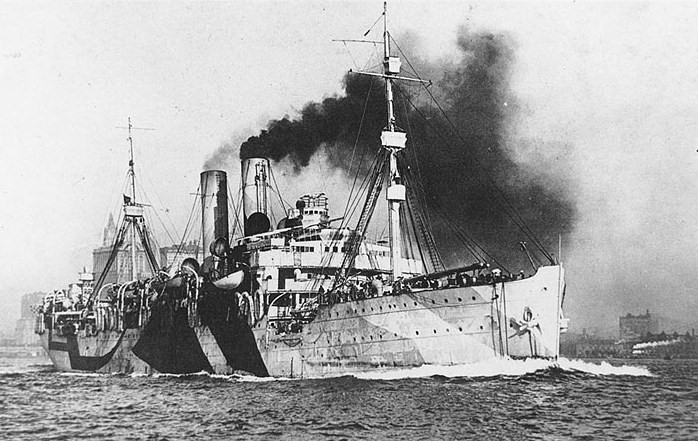
A hajó USS DeKalb név alatt 1918-ban

1917. március 25-ét követően mindkét hajó legénysége az Egyesült Államok várható hadba lépése miatt hozzálátott a gépek megrongálásával és a lövegek szétszerelésével a segédcirkálók harcképtelenné tételének. Az USA tényleges hadba lépésekor a Prinz Eitel Friedrichet az amerikai hatóságok lefoglalták és átadták a US Shipping Boardnak, amely USS DeKalb néven csapatszállítóként állította szolgálatba. Az első hónapokban a tengerészgyalogság egységeit szállította át Európába. A hajó egyik ismert vendége volt Allen Melancthon Sumner, a későbbi második világháborús rombolóosztály névadója.
A segédcirkáló német legénysége hadifogságba került és egy Chicago melletti hadifogolytáborba szállították a tagjait. Ők csak a versailles-i békeszerződés megkötését követően, 1919 októberében térhettek haza a Prinzess Irene gőzös fedélzetén Rotterdam érintésével Németországba. 1917. június 14-én a DeKalb része volt annak a konvojnak, mely az első amerikai csapatokat Franciaországba szállította. A következő 18 hónap során megtett tizenegy út alatt 11 334 katonát vitt át az Atlanti-óceánon Franciaországba. A fegyverszüneti megállapodás megkötése után nyolc alkalommal összesen 20 332 katonát szállított vissza az Egyesült Államokba.
Ezt követően a hajót W. Averell Harriman szerezte meg és tíz másik a Kerr Navigation Company-től megszerzett hajóval együtt amerikai hegyek után nevezték el, így lett a Prinz Eitel Friedrich új neve Mount Clay. A hajót speciálisan úgy alakították át, hogy a New York-i United American Line bevándorlók Amerikába való behozatalára alkalmazhassa. E funkcióban az első útját 1920 Karácsonyán kezdte meg. Utoljára 1925. október 15-én indult el Hamburgból Queenstown érintésével New Yorkba és megérkezése után kivonták a szolgálatból, majd 1934-ben lebontották.

## Megjegyzés
A HAPAG (Hamburg-Amerikanische Packetfahrt-Actien-Gesellschaft) Brazíliába és Közép-Amerikába tartó útvonalain üzemeltetett egy valamivel kisebb, egykéményes hajót szintén a Prinz Eitel Friedrich névvel (4650 BRT), melyet szintén lefoglalt az Egyesült Államok 1917-ben és itt lazackonzervgyár szállítóhajójaként üzemelt Seattle és Alaszka között. 1945-1955 között a Távol-Keleten szovjet zászló alatt üzemelt.

## Fordítás
- Ez a szócikk részben vagy egészben  a   Prinz Eitel Friedrich (Schiff, 1904) című német Wikipédia-szócikk ezen változatának fordításán alapul.  Az eredeti cikk szerkesztőit annak laptörténete sorolja fel. Ez a jelzés csupán a megfogalmazás eredetét és a szerzői jogokat jelzi, nem szolgál a cikkben szereplő információk forrásmegjelöléseként.
- Ez a szócikk részben vagy egészben  a   SS Prinz Eitel Friedrich (1904) című angol Wikipédia-szócikk ezen változatának fordításán alapul.  Az eredeti cikk szerkesztőit annak laptörténete sorolja fel. Ez a jelzés csupán a megfogalmazás eredetét és a szerzői jogokat jelzi, nem szolgál a cikkben szereplő információk forrásmegjelöléseként.